# Gaspar-Joseph Labis
Gaspar-Joseph Labis, né le 2 juin 1792 à Warcoing (Belgique) et mort le 16 novembre 1872 à Tournai (Belgique) est un prélat catholique belge, évêque de Tournai de 1835 jusqu'à sa mort.

## Éléments de biographie
Gaspard-Joseph Labis est ordonné diacre le 18 février 1815. Le 23 septembre suivant, il est ordonné prêtre par François Joseph Hirn.
Le 6 avril 1835, il est nommé évêque de Tournai par le pape Grégoire XVI. Il est ainsi consacré le 10 mai 1835 par Engelbert Sterckx, assisté de Corneille van Bommel et François-René Boussen.
Durant son long épiscopat de quelque 37 ans, il met en chantier une restauration de la cathédrale Notre-Dame de Tournai qui dura 40 ans.
À sa demande, Jean-Philippe Roothaan, supérieur général des jésuites accepte de fonder un nouveau collège dans la ville de Tournai. L’évêque offre aux pères l’ancien couvent des religieuses carmélites, à la rue des Augustins. Le 15 octobre 1839, le nouveau collège, placé sous la protection de Notre-Dame, ouvre ses portes à 116 élèves, répartis en quatre classes.
Gaspar-Joseph Labis se trouve à Rome pour la promulgation du dogme de l’Immaculée Conception (1854), et y participe seize ans plus tard au concile Vatican I (1870) qui, entre autres, définit le dogme de l’infaillibilité pontificale. 
Alors qu'une loi anticléricale interdit l’inhumation dans les cathédrales, Gaspar-Joseph Labis Labis souhaite absolument reposer dans sa cathédrale. Il est alors inhumé clandestinement dans la cathédrale Notre-Dame de Tournai, durant la nuit du 18 novembre 1872, soit quelques heures avant ses funérailles officielles, qui sont célébrées avec un cercueil vide. On n'apprend que plus tard le subterfuge ; la justice est saisie, il y a des condamnations et les autorités communales veulent amener le procureur De Rasse à exiger des fouilles, voire l’exhumation, ce qu'il refuse,.

## Œuvre
- Le Libéralisme, la Franc-Maçonnerie et l'Église catholique, Bruxelles, 1869.